# Миняев, Александр Константинович
Александр Константинович Миняев (10 [22] августа 1862 — 17 января 1919) — русский архитектор. Автор ряда зданий в Санкт-Петербурге и окрестностях, архитектор Петергофского дворцового правления.

## Биография
Родился в 1862 году. В 1882 году окончил Санкт-Петербургское первое реальное училище (механическое отделение дополнительного класса). Ученик Академии Художеств с 1884 года. В 1888 году получил малую и большую серебряные медали и тогда же окончил курс наук. В 1890 году удостоен звания классного художника 2-й степени; в 1894 году – за программу «проект здания Императорских конюшен в летней резиденции на 300 лошадей» звания классного художника 1-й степени.
С 1892 года работал в Петергофском дворцовом правлении, сначала техником, затем архитектором. С 1907 года, после ухода в отставку академика архитектуры А. И. Семёнова, заведовал всем придворным строительством в Петергофе. В июне 1917 годы назначен уполномоченным комиссаром Временного правительства над бывшим Петергофским правлением. Действительный член Петербургского общества архитекторов (с 1895).
Имел награды: орден Святого Станислава 3-й степени (1900). Статский советник (1911).
Скончался 17 января 1919 года, похоронен на Свято-Троицком кладбище Петергофа, могила не сохранилась.

## Проекты и постройки

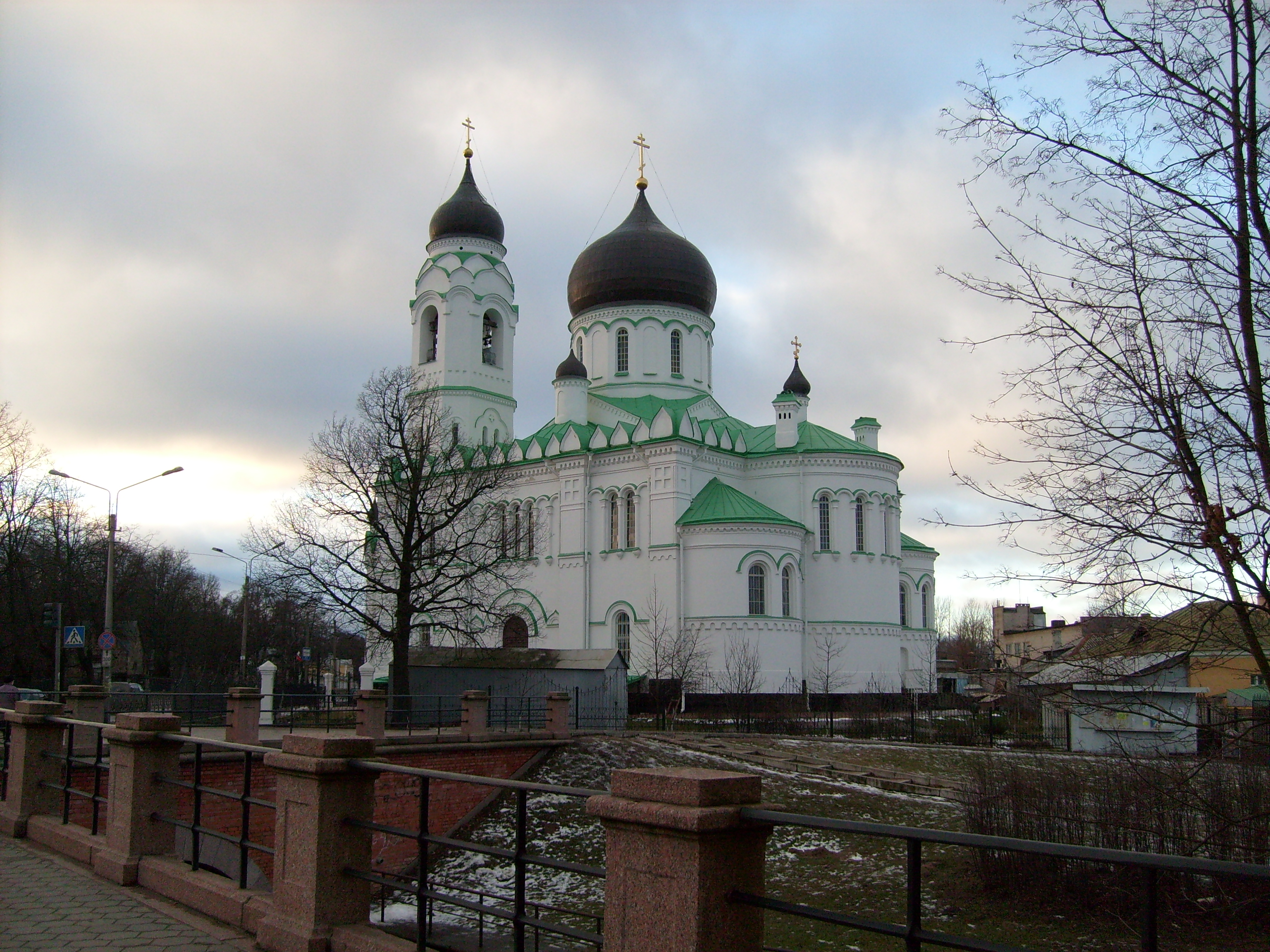
Собор Архангела Михаила в Ораниенбауме

### Санкт-Петербург
- Здание книгоиздательства П. П. Сойкина. Стремянная улица, 12 (1903; перестроено)[8];
- Доходный дом и бани А. К. Пурышева. Щербаков переулок, 4 (1905; совместно с А. И. Носалевичем)[8];
- Здание Главной императорской квартиры и квартиры Военно-походной канцелярии. Захарьевская улица, 19 (1913—1915; Н. Т. Стуколкин ? )[8].

### Ленинградская область
- Императорский гараж (Белый гараж) в Царском Селе[8];
- Собор Архангела Михаила в Ломоносове[8];
- Церковь при лагере Лейб-Гвардии Конно-Гренадерского полка в селе Дмитриеве (1900; не сохранилась)[9];
- Здание женской гимназии Павловой в Петергофе (1910—1911).